# Longecourt-lès-Culêtre
Longecourt-lès-Culêtre ist eine französische Gemeinde mit 55 Einwohnern (Stand: 1. Januar 2022) im Département Côte-d’Or in der Region Bourgogne-Franche-Comté. Sie gehört zum Kanton Arnay-le-Duc und zum Arrondissement Beaune. 
Sie grenzt im Norden an Chazilly, im Nordosten an Cussy-le-Châtel, im Südosten an Culètre, im Südwesten an Foissy und im Westen an Musigny.

## Bevölkerungsentwicklung
| Jahr                       | 1962 | 1968 | 1975 | 1982 | 1990 | 1999 | 2008 | 2015 |
| -------------------------- | ---- | ---- | ---- | ---- | ---- | ---- | ---- | ---- |
| Einwohner                  | 104  | 86   | 59   | 63   | 57   | 54   | 49   | 50   |
| Quellen: Cassini und INSEE |      |      |      |      |      |      |      |      |